# Rotselet, Jämtland
Rotselet är en sjö i Bräcke kommun i Jämtland och ingår i Ljungans huvudavrinningsområde. Sjön har en area på 0,609 kvadratkilometer och ligger 236 meter över havet. Rotselet ligger i Gimån, Uppströms Holmsjön Natura 2000-område. Sjön avvattnas av vattendraget Gimån.

## Delavrinningsområde
Rotselet ingår i det delavrinningsområde (697038-150355) som SMHI kallar för Utloppet av Rotselet. Medelhöjden är 300 meter över havet och ytan är 6,56 kvadratkilometer. Räknas de 249 avrinningsområdena uppströms in blir den ackumulerade arean 2 543,71 kvadratkilometer. Gimån som avvattnar avrinningsområdet har biflödesordning 2, vilket innebär att vattnet flödar genom totalt 2 vattendrag innan det når havet efter 141 kilometer. Avrinningsområdet består mestadels av skog (72 procent). Avrinningsområdet har 0,61 kvadratkilometer vattenytor vilket ger det en sjöprocent på 9,3 procent.